# Shawty Lo
Carlos Walker, más conocido como Shawty Lo, era un rapero estadounidense proveniente de Atlanta, Georgia, escritor y productor de Rap estadounidense, miembro del grupo D4L, pionero del snap.

## Comienzos
Shawty Lo comenzó su carrera siendo integrante del grupo D4L, con su sede en Atlanta y junto a Fabo, Mook-B, Stoney y Jizzy B, alcanzaron el número 1 en el Billboard en 2006, con su sencillo, "Laffy Taffy".
El primer disco se llamó Down For Life, siendo firmados posteriormente por la discográfica Ice Age Entertainment de Mike Jones.
Más tarde Shawty Lo se desvió del grupo para comenzar su carrera en solitario, aunque sigue siendo el CEO y afiliado del grupo.

## Carrera en solitario
Su carrera en solitario empieza con su primer disco, de nombre Units In The City, salido a la venta el 28 de febrero de 2008, bajo la discográfica de su grupo D4L Records.
Con el sencillo "Dey Know" saltó a la fama, siendo escuchado en todas las radios de EUA y posicionándose el número 31 en el Hot 100 del Billboard.
El segundo sencillo fue "Dunn Dunn", seguido de "Foolish", que fue el tercero.
DJ Khaled no tardó en ofrecerle contrato de afiliación, y proponiendo remixes de las tres canciones, además de constantes colaboraciones.
Tiene futuros proyectos con D4L para nuevo disco del grupo.
Young Jeezy, Birdman, Lil Wayne, Rick Ross y demás cantantes de Southern Rap tienen varias canciones con el rapero.

## Polémica
Shawty Lo ha tenido problemas con el cantante T.I., debido a que Shawty Lo comenzó a decir que T.I. no era originario de Bankhead, con la intención de vender más música, por lo cual T.I. firmó un vídeo musical comprobándole que sí es originario de Bankhead, por lo que shawty Lo acabó disculpándose con T.I.

## Muerte
Shawty Lo falleció el 21 de septiembre de 2016 en un accidente de tráfico, a los 40 años de edad.

## Discografía

### En solitario
- 2008: Units In The City
- 2009: I Am Carlos

### Con D4L
- 2005: Down for Life

## Singles
| Año  | Canción                                                                  | Posición     | Posición | Posición | Álbum             |
| Año  | Canción                                                                  | U.S. Hot 100 | U.S. R&B | U.S. Rap | Álbum             |
| ---- | ------------------------------------------------------------------------ | ------------ | -------- | -------- | ----------------- |
| 2007 | "Dey Know"                                                               | 31           | 8        | 3        | Units in the City |
| 2008 | "Dunn Dunn"                                                              | -            | 62       | -        | Units in the City |
| 2008 | "Foolish (Remix)" (featuring DJ Khaled, Birdman, Rick Ross, & Jim Jones) | 102          | 29       | 13       | Units in the City |
| 2009 | "Atlanta, GA" (featuring The Dream, Gucci Mane, & Ludacris)              | TBR          | TBR      | TBR      | Carlos            |

### Colaboraciones
| Año  | Canción                                                | U.S. Hot 100 | U.S. R&B | U.S. Rap | Álbum        |
| ---- | ------------------------------------------------------ | ------------ | -------- | -------- | ------------ |
| 2008 | "So Fly (Remix)" (Slim featuring Shawty Lo & Yung Joc) | 49           | 8        | 18       | Love's Crazy |